# Rumpf (Familienname)
Rumpf ist ein deutscher Familienname.

## Namensträger

### A
- Alexander Rumpf (Dirigent, 1928) (1928–1980), deutscher Dirigent, Chefdirigent des NHK-Sinfonieorchesters 1964/1965
- Alexander Rumpf (Dirigent, 1958) (* 1958), deutscher Dirigent
- Andreas Rumpf (1890–1966), deutscher Klassischer Archäologe
- Anton Karl Rumpf (1838–1911), deutscher Bildhauer

### B
- Barbara Rumpf (* 1960), deutsche Bildhauerin
- Bernd Rumpf (1947–2019), deutscher Schauspieler und Synchronsprecher

### C
- Carl Ludwig Rumpf (1811–1857), deutscher Weinhändler und Politiker
- Christian Rumpf (Leibarzt) (1580–1645), Leibarzt des Winterkönigs Friedrich von der Pfalz
- Christian Rumpf (Rechtswissenschaftler) (* 1954), deutscher Rechtswissenschaftler

### E
- Egbert Rumpf-Rometsch (* 1959/60), deutscher Jurist und Fachautor
- Ekkehard Rumpf (* 1965), deutscher Politiker (FDP)
- Ella Rumpf (* 1995), französisch-schweizerische Schauspielerin
- Emil Rumpf (1860–1948), deutscher Maler und Illustrator
- Ernst Friedrich Felix Rumpf (1764–1849), deutscher Chemiker
- Eva Rumpf (* 1988), deutsche Keramikerin
- Ewald Rumpf (* 1943), deutscher Psychologe und Bildhauer

### F
- Friedrich Rumpf (Architekt) (1795–1867), deutscher Architekt
- Friedrich Karl Rumpf (1772–1824), deutscher Literaturwissenschaftler, Rhetoriker, evangelischer Theologe und Altphilologe
- Friedrich Karl Georg Rumpf (1888–1949), deutscher Zeichner, Volkskundler und Japanologe
- Fritz Rumpf (der Ältere; 1856–1927), deutscher Maler und Kunstsammler

### G
- Georg Eberhard Rumpf (Rumphius; 1627–1702), deutsch-niederländischer Offizier und Naturforscher
- Gernot Rumpf (1941–2025), deutscher Bildhauer

### H
- Hanno Rumpf (1958–2019), namibischer Politiker (SWAPO) und Diplomat
- Hans Rumpf (Brandingenieur) (1888–1965), deutscher Brandingenieur und Feuerschutzinspektor
- Hans Rumpf (Verfahrenstechniker) (1911–1976), deutscher Ingenieur und Hochschullehrer
- Heinrich Rumpf (1813–1889), deutscher Klassischer Philologe und Gymnasiallehrer
- Hermann Rumpf (Johann Hermann Rumpf; 1875–1942), deutscher Jurist und Parlamentarier
- Horst Rumpf (1930–2022), deutscher Pädagoge und Autor

### I
- Inga Rumpf (* 1946), deutsche Sängerin und Komponistin

### J
- Jan-Luca Rumpf (* 1999), deutscher Fußballspieler
- Johann Rumpf (Künstler) (* 1950), österreichischer bildender Künstler
- Johann Daniel Friedrich Rumpf (1758–1838), deutscher Autor
- Johann Georg Friedrich Rumpf (1729–1774), deutscher Pfarrer
- Josefine Rumpf (1901–1983), deutsche Bibliothekarin
- Judith Rumpf (* 1973), österreichische Schauspielerin
- Juliane Rumpf (* 1956), deutsche Agrarwissenschaftlerin und Politikerin
- Julius Rumpf (1874–1948), deutscher Geistlicher und Widerstandskämpfer

### K
- Karl Rumpf (1885–1968), deutscher Architekt und Volkskundler
- Klaus Rumpf, deutscher Schauspieler und Regisseur

### L
- Lorenz Rumpf, deutscher Altphilologe und Hochschullehrer
- Ludwig Rumpf (1793–1862), deutscher Mineraloge und Chemiker sowie Hochschullehrer
- Ludwig Daniel Philipp Rumpf (1762–1845), deutscher Handwerker

### M
- Marianne Rumpf (1921–1998), deutsche Volkskundlerin und Bibliothekarin
- Max Rumpf (Soziologe) (1878–1953), deutscher Soziologe
- Max Rumpf (Musiker) (1906–1987), deutscher Musiker

### O
- Odo Rumpf (* 1961), deutscher Bildhauer
- Otto Rumpf (1902–1984), deutscher Bildhauer

### P
- Paula Rumpf (* 2003), deutsche Tennisspielerin
- Peter Rumpf (* 1941), deutscher Architekt und Autor
- Philipp Rumpf (1821–1896), deutscher Maler und Radierer

### R
- Remigius Ernst Friedrich Karl Rumpf (1811–1893), deutscher Jurist

### S
- Sabine Rumpf (* 1983), deutsche Diskuswerferin

### T
- Theodor Rumpf (1851–1934), deutscher Internist, Infektiologe, Neurologe und Hochschullehrer

### W
- Wilhelm Rumpf (1900–1964), deutscher Kantor, Kirchenmusikdirektor und Organist
- Willy Rumpf (1903–1982), deutscher Politiker
- Wolf Rumpf (1536–1606), deutscher Obersthofkämmerer und Obersthofmeister Rudolf II.
- Wolfgang Rumpf (Politiker) (1936–2006), deutscher Forstwirt und Politiker (FDP)
- Wolfgang Rumpf (Regisseur) (* 1948), deutscher Theaterregisseur und -intendant